# Vrapci (gmina Sjenica)
Vrapci (cyr. Врапци) – wieś w Serbii, w okręgu zlatiborskim, w gminie Sjenica. W 2011 roku liczyła 35 mieszkańców.